# Clypastraea obesa
Clypastraea obesa är en skalbaggsart som först beskrevs av Thomas Casey 1900.  Clypastraea obesa ingår i släktet Clypastraea och familjen punktbaggar. Inga underarter finns listade i Catalogue of Life.